# Opérations de Tchita
Guerre civile russe
Les opérations de Tchita (en russe : Читинские операции, Tchitinskié operatsia), aussi connues sous le nom d'embouteillage de Tchita (en russe : Читинская пробка, Tchitinskaïa probka) sont un ensemble d'engaments militaires mené du 10 avril 1920 au 31 octobre 1920 pendant la guerre civile russe. Elle oppose la république d'Extrême-Orient (FER) à l'État blanc transbaïkal (Okraïna orientale de la Russie), ce dernier soutenu dans un premier temps par l'empire du Japon. Les deux premières offensives en avril et mai ne permettent pas la prise de Tchita mais seulement de ses alentours. 
À la suite de l'accord Gongota de juillet 1920, le Japon s'engage à se retirer de Transbaïkalie, ce qui entraîne un affaiblissement des Armées blanches. L'ataman Semeniov et ses armées abandonnent la ville le 22 octobre 1920, ce qui permet la prise de Tchita. Le 31 octobre, les armées blanches sont entièrement chassées de Transbaïkalie, et le territoire passe alors sous le contrôle de la république d'Extrême-Orient.

## Contexte
Fin 1919, les bolcheviks et les Armées rouges commencèrent à prendre le dessus dans la guerre civile russe. Le mouvement blanc d'Alexandre Koltchak et ses alliés durent faire face à une recrudescence de l'activité partisane, alors que les bolcheviks lancèrent une offensive de grande envergure sur le front de l'Est (Sibérie et Extrême-Orient). Une coalition de bolcheviks, de mencheviks et de socialistes-révolutionnaires de gauche forma un centre politique uni afin de coordonner leurs actions contre les blancs. Les partisans rouges prirent le contrôle de Krasnoïarsk et d'Irkoutsk le 24 décembre 1919 et le 5 janvier 1920 respectivement. Le 4 janvier, Koltchak démissionna, reléguant la direction du mouvement blanc à Anton Denikine et Grigori Semionov. 
Le 6 avril, l'opposition de gauche unie forma la république d'Extrême-Orient en tant qu'État tampon semi-autonome. Ce pays était situé entre la RSFS de Russie dominée par les bolcheviks et le reste de l'Extrême-Orient russe toujours contrôlé par le mouvement blanc et les interventionnistes japonais. De jure, la république d'Extrême-Orient comprenait le Kamtchatka, Sakhaline, le Primorié, le Priamourié, la Transbaïkalie, et le chemin de fer de l'Est chinois. Cependant, la partie orientale de la Transbaïkalie était toujours sous le contrôle des forces fidèles à l'ataman Semionov, formant ce que l'on a appelé l'embouteillage de Tchita. Il empêchait ainsi les Armées rouges de relier la République d'Extrême-Orient au Primorié. 
En février 1920, les partisans rouges libérèrent 700 prisonniers politiques de gauche à Blagovechtchensk, plusieurs milliers de prisonniers de guerre blancs se portèrent alors volontaires pour rejoindre leurs anciens adversaires. Quatre régiments d'infanterie, un bataillon du génie, un régiment de cavalerie et une unité d'artillerie furent formés à partir des quelque 10 000 partisans rouges de l'Amour, dont la plupart n'avaient que peu ou pas d'expérience du combat. Début mars, les formations susmentionnées furent envoyées en Transbaïkalie. Le 12 mars, les combats autour de Sretensk reprirent avec une nouvelle intensité. 

## Déroulement des opérations

### Première offensive (10-13 avril 1920)
Le 5 avril, le major-général blanc Serguï Wojciechowski lance une offensive sur l'axe Sretensk - Nertchinsk - Oloviannaïa. Le 10 avril 1920, l'armée de la république d'Extrême-Orient (FER) lance sa première opération à Tchita. La colonne de droite sous le commandement de Vassili Bourov (2 régiments et 5 pièces d'artillerie) avança à travers les monts Iablonovy après avoir pris Beklemichev. Son avance fut arrêtée à la gare de Domno Klioutchevski, où elle rencontra une résistance déterminée des unités de l'armée japonaise et des chars.  
La colonne du milieu, composée de cinq canons et des éléments des 10e et 11e régiments d'Irkoutsk, s'approche du village de Zastrel en direction de la rivière Mongoï. Elle dépassa le village, mais ne parvient pas non plus à dépasser son premier objectif. La colonne de gauche (7 bataillons et 4 pièces d'artillerie légère) franchit les monts Iablonovy au village de Podvolotchny. Elle progressa dans la vallée de la rivière Tchitinka, capturant les villages de Chishkino, Popovo, Verkh-Tchita et Smolenka, avant d'être arrêtée juste à l'extérieur de Kachtak, un quartier périphérique de Tchita.  
Le manque de munitions, de cavalerie et d'entraînement, ainsi que les mauvaises communications entre les unités de la FER, contribuèrent à la fin de l'offensive trois jours plus tard.  Le 12 avril, Wojciechowski tenta d'encercler les partisans rouges autour du village Kopoun. Le lendemain, les Armées rouges percèrent à Kouprikovo Chelopougino et au hameau de Jidka, dispersant deux divisions rouges. Une poussée blanche parallèle le long de la ligne de chemin de fer fut repoussée. Le 20 avril, les Armées rouges fusionnèrent les fronts de l'Amour occidental et de la Transbaïkalie orientale dans le Front de la Transbaïkalie orientale, le 1er Corps de la Transbaïkalie étant formé de diverses unités de partisans. 

### Deuxième offensive (25 avril - 5 mai 1920)
L'offensive de Tchita reprit le 25 avril et trois colonnes furent à nouveau fprmées. La 1re brigade de la 2e division d'Irkoutsk attaquèrent depuis les voies ferrées de l'ouest, la 2e brigade marcha le long de l'ancienne route de Tchita, tandis qu'une troisième colonne cibla la vallée de la rivière Tchita. Le 26 avril, le front se stabilisa sur la ligne Siviakovo-Amolovo-Ingoda-Pritoupovo-Verkh-Tchita-Chichkino-Podvolotchnaïa. L'armée de la FER parvint à percer jusqu'aux rives de la rivière Tchernovka après des affrontements sanglants. Le 3 mai, une contre-attaque blanche appuyée par des chars crée une brèche entre les 1re et 2e divisions d'Irkoutsk. La panique se répandit dans les ranges et les Armées rouges furent obligées d'employer des troupes pour rétablir l'ordre. Le 9 mai, les Armées rouges se replièrent sur la ligne Nikolaïevskoïe - Verchiné-Kondinskoïe - Romanovka. 

### Réorganisation des forces rouges

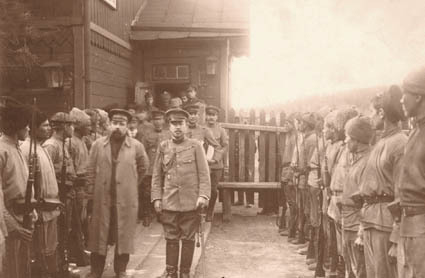
17 juillet 1920 Gare de Gongota, Yasutarou Takayanagi (高柳保太郎), à droite du centre) du Japon et Vladimir Sergueïevich Chatov (Владимир Сергеевич Шатов, à gauche du centre) de la république d'Extrême-Orient.

Le 10 mai, Genrich Eiche fut nommé commandant en chef des forces armées de la FER, recevant une armée de 30 000 hommes de l'Amour à sa disposition. Eiche réorganisa complètement l'armée, liquidant les bandes de partisans et fusionnant les unités épuisées. Le 24 mai, la FER et le Japon entamèrent des pourparlers de cessez-le-feu à la gare de Gongota. Les Japonais souhaitaient obtenir un sursis temporaire à l'ouest de Tchita, tout en poursuivant leurs opérations dans l'est du Transbaïkal. Les négociations aboutirent à une impasse début juin, la FER exigeant une cessation immédiate des hostilités et un retrait complet des Japonais du Transbaïkal.  
Le 7 juillet, les Armées blanches occupèrent les Gazimourovski Zavod et Nertchinski Zavod. Les Armées rouges profitèrent de ces mouvements pour prendre les villages de Kadaïa, Zoulza, Novi Orlov et Stari Orlov, constituant une menace directe pour la ville de Nertchins. Les pourparlers entre la FER et le Japon reprirent alors le 10 juillet, et cinq jours plus tard, l'accord de Gongota de 1920 fut signé. Le retrait progressif des Japonais de Transbaïkalie convenu lors du traité priverait les Armées blanches d'un soutien qui leur était indispensable. 
Le 26 juillet, le troisième congrès de l'armée de la FER se tint dans le village de Pokrovka. La destruction de ce qui était alors appelé l'embouteillage de Tchita fut l'objectif principal de l'armée. Au même moment, des agents inflitrés de la FER pénétrèrent dans Tchita et entrèrent en contact avec les partisans locaux. Une unité spéciale de partisans sous le commandement de B.M. Namokonov pénétra dans les villes abandonnées par les Japonais, mettant en place des conseils révolutionnaires en prévision de l'offensive à venir de la FER sur la capitale régionale. Sretensk, Nertchinsk et la gare de Zoubarevo furent capturées respectivement les 5, 7 et 9 août. Au milieu du mois, les partisans avaient atteint la gare d'Ouroulga, après avoir remis leurs positions à la FER afin d'éviter de reprendre les hostilités avec les Japonais. Le 10 septembre, les partisans rouges pénétrèrent dans la vallée de la rivière Ingoda et dans la zone au sud-ouest de Tchita, s'approchant ainsi des périphéries de la ville.  

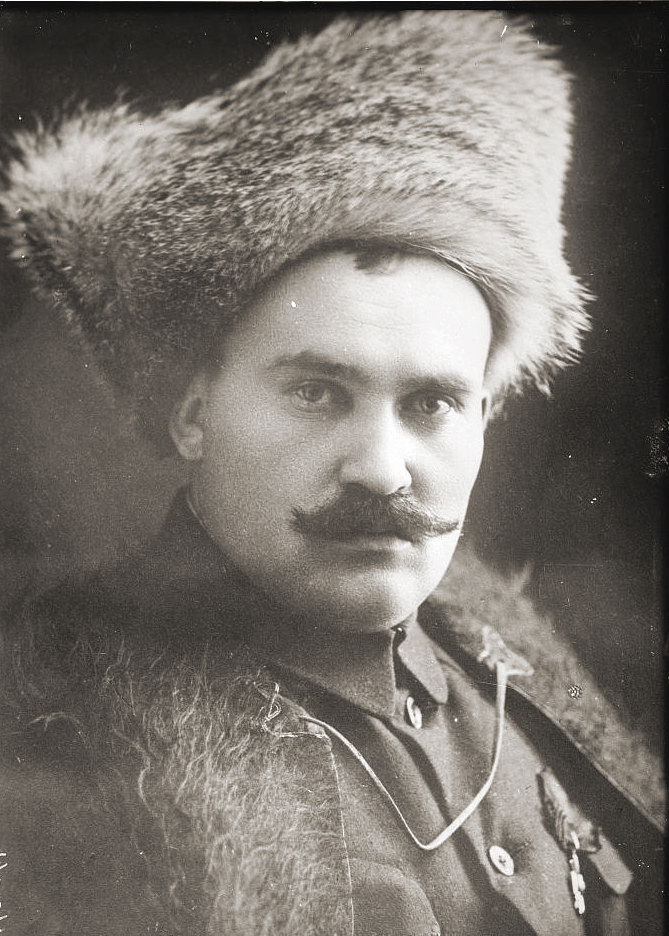
Portrait de l'ataman Semionov.

L'influence de Semionov commença à faiblir, ce qui conduisit à la désertion du 1er régiment de cavalerie tatare au profit de la FER. Néanmoins, les forces blanches dans la région comptaient encore 14 600 soldats, 369 mitrailleuses, 100 pièces d'artillerie et 18 trains blindés. Mais les forces de la FER engagées dans l'opération de Tchita étaient plus fortes, comptant  plus de 17 600 soldats, 107 mitrailleuses, 31 pièces d'artillerie, 4 trains blindés et 4 chars. Le 16 septembre, Eiche désigné la gare de Karymskoïe comme le point central des futures opérations offensives en direction de Tchita et de plus loin. 

### Troisième offensive (1er-31 octobre 1920)
Le 1er octobre, la FER lance sa troisième opération à Tchita. La première colonne, composée de la 2e division de l'Amour, de la 2e brigade de cavalerie, d'unités de partisans, d'un train blindé et d'un peloton de chars sous le commandement de V.A. Popov, attaqua Zoubarevo et Razmatchino. La 1re brigade d'infanterie du général Fadeïev, de la colonne centrale, cibla les villages d'Oust-Kharamibir et de Djidinski. Sur le flanc gauche, la division de cavalerie de Transbaïkalie de N. Korotaïev attaqua les gares de Borzia, Kharanor et Olovianaia. Le reste de l'armée de la FER resta en réserve. 
Le 15 octobre, les dernières unités japonaises se retirèrent de Transbaïkalie conformément à l'accord prévu, mettant en marche le front de l'Amour de la FER quatre jours plus tard. Le 20 octobre, les Armées rouges occupèrent Karymskoïe, isolant la garnison de Tchita du chemin de fer de l'Est chinois le connectant à la Mandchourie. Le 22 octobre, le 8e régiment de cavalerie de la FER exécuta une manœuvre rapide vers le village de Verkhnetchitinski. Après avoir vaincu ses défenseurs, le régiment rentra à Tchita. Au même moment, l'ataman Semenov ordonna l'évacuation de la ville. Le flanc gauche des Armées blanches situé entre Adrianovka et Daouria fuit vers la Mandchourie. Quatre divisions blanches stationnées dans le village d'Oloviannaïa furent elles vaincues le 29 octobre. 

## Conséquences
Les opérations en Transbaïkalie se poursuivirent jusqu'en novembre. Le 13 novembre, Khadaboulak tomba aux mains de la FER, une bataille de trois jours qui suivit conduisit à la capitulation de Borzia. Dans la nuit du 18 novembre, la FER s'empara du village de Daouria.
Fin novembre, 16 trains blindés, 10 avions, 100 pièces d'artillerie et 150 mitrailleuses furent saisis alors qu'un contingent de 35 000 hommes du mouvement blanc avait été anéanti. La défaite du mouvement blanc en Transbaïkal contraignit les Japonais à accélérer leur évacuation de Khabarovsk, mettant fin à la résistance des Armées blanches dans l'Extrême-Orient russe, jusqu'alors un des fiefs importants. 